# Fenômeno do corredor da morte
O fenômeno do corredor da morte, também conhecido como a síndrome do corredor da morte, é um termo utilizado para fazer referência a um estresse sentido por prisioneiros no corredor da morte, como fenômeno social. Discussões éticas a respeito de tal stress têm levado a algumas reconsiderações quanto à constitucionalidade da pena de morte em vários países que a adotam.

## O fenômeno
De acordo com alguns psiquiatras, o fato de ser confinado no corredor da morte por um longo período de tempo, incluindo o fato do prisioneiro saber que irá morrer, pode ocasionar delusões e tendências suicidas no indivíduo, ou ainda o desenvolvimento de insanidade de uma forma particularmente perigosa.
A teoria do fenômeno do corredor da morte data de 1989, quando o Tribunal Europeu dos Direitos Humanos concordou que más condições no corredor da morte do estado da Virgínia, Estados Unidos, significariam que um fugitivo não deveria ser extraditado para os Estados Unidos a não ser que os Estados Unidos concordassem em não executar o fugitivo até que ele fosse condenado.
Adicionalmente, a quantidade de anos que um fugitivo permaneceria no corredor da morte foi considerado problemático. O caso ficou conhecido como Soering vs. Reino Unido. Anteriormente, entretanto, em 1950, a Suprema Corte dos Estados Unidos sinaloa, no caso Solesbee vs. Balkcomthe, que "a manifestação de insanidade naqueles que aguardam pela execução não é um fenômeno raro". Muitas vezes o fenômeno do corredor da morte, sendo o resultado de uma longa estadia no corredor da morte, é um resultado não-intencional dos longos procedimentos a serem tomados para que haja a certeza de que aquele a ser executado é realmente culpado.